# Clytia rangiroae
Clytia rangiroae är en nässeldjursart som först beskrevs av Agassiz och Mayer 1902.  Clytia rangiroae ingår i släktet Clytia och familjen Campanulariidae. Inga underarter finns listade i Catalogue of Life.